# 駒澤大学吹奏楽部
駒澤大学 吹奏楽部（こまざわだいがく すいそうがくぶ、The Symphony Band of Komazawa University）は、駒澤大学の吹奏楽団。

## 概要
- 1962年創部。部訓「常に誠実で つつましく そして情熱をもって」
- 6月のサマーコンサートと12月の定期演奏会。その他、入学式や学祭、オープンキャンパスなどの学内演奏、依頼演奏や訪問演奏などではマーチングバンドとしても幅広く活動

## 沿革
- 1962年　創部
- 1965年　全日本吹奏楽コンクール東京大会（指揮：丸山明）
- 1968年　全日本吹奏楽コンクール東京大会1位、全国大会3位（指揮：伊川晃生）
- 1971年　全日本吹奏楽コンクール東京大会金賞、全国大会金賞（指揮：玉城政利）
- 1972年　全日本吹奏楽コンクール全国大会　2年連続金賞（指揮：上埜孝）
- 1975年　全日本吹奏楽コンクール全国大会　5年連続金賞（指揮：上埜孝）
- 1981年　全日本吹奏楽コンクール全国大会　2度目の5年連続金賞（指揮：上埜孝）
- 2003年　3年連続全国大会出場により不出場[1]
- 2006年　全日本吹奏楽コンクール全国大会　3年連続金賞（指揮：上埜孝）
- 2010年　全日本吹奏楽コンクール全国大会　2度目の3年連続金賞（指揮：上埜孝）3度目の3年連続出場、通算20回目の金賞受賞
- 2011年　3年連続全国大会出場により不出場

## 全日本吹奏楽コンクール全国大会の成績
通算22回出場、うち20回金賞を受賞
- 金賞 - 1971年～1975年、1977年～1981年、1985年、1996年、2000年、2002年、2004年～2006年、2008年～2010年
- 銀賞 - 2001年
  - 演奏曲など詳細は「プロフィール・コンクール出場記録[2]」を参照

## 関係者
- 永久名誉指揮者：上埜 孝（洗足学園音楽大学名誉教授）
  - (うえの たかし、1934年 - 2013年7月15日）打楽器奏者。武蔵野音楽大学卒業。日本フィルハーモニー交響楽団、読売日本交響楽団に入団。1991年洗足学園大学教授に就任。主に打楽器演奏法、吹奏楽を担当。作曲・編曲、指揮者としても多くの作品がある。市民吹奏楽団、一般大学吹奏楽部の指導にも尽力。 2013年7月逝去、78歳。
- 終身名誉音楽監督：秋山 鴻市（元NHK交響楽団バストロンボーン奏者）
  - (あきやま こういち、1943年 - 2021年3月18日）洗足学園音楽大学名誉教授。富山県出身。東京芸術大学卒業。読売日本交響楽団などを経て、NHK交響楽団入団。1982年に栗田雅勝と和田美亀雄、小田桐寛之と「東京トロンボーン四重奏団」結成（のちに和田が脱退し神谷敏が参加）。1989年、洗足学園音楽大学客員教授、2006年に教授。吹奏楽指導者として各団体の音楽監督など務める。1990年「とやま賞」受賞。2021年3月逝去、77歳。
- 音楽監督：稲川 榮一（2018年就任。東京藝術大学名誉教授[3]）
  - （いながわ えいいち、1945年8月6日 - ） チューバ奏者。広島県呉市生まれ。東京芸術大学卒業後、読売日本交響楽団に入団。1972年～1974年ベルリン音楽大学に留学。1978年「ケルン金管五重奏団」結成。同年、ケルン市より栄誉音楽家の称号を贈られた。翌1979年、ディユーレン市立音楽院、ドイツ連邦共和国軍音楽教育隊、ディユッセルドルフ・ロベルト・シューマン音楽大学講師を歴任。国立音楽大学、洗足学園大学、各講師。1991年よりサイトウ・キネン・オーケストラ、ジャパン・ブラス・ソロイスツ、ブラス・アンサンブル・ジャパンのメンバー

### 出身者
- 建部知弘 - 作曲家、編曲家、吹奏楽指導者
- 内本健吾 - 駒澤大学附属苫小牧高等学校教諭・吹奏楽局顧問
- 高井要 - 駒澤大学職員・吹奏楽部副部長[4]
- 小宮山雄太 - 東京藝術大学演奏藝術センター准教授、藝大フィルハーモニア管弦楽団ステージマネージャー
- 卯木雅人 - 東京消防庁音楽隊パーカッション奏者
- 窪泰寛 - 横浜市立中学校教諭・吹奏楽部顧問
- 笠原康平 - 国立大学法人東京藝術大学 職員
- 加藤響子 - フリーアナウンサー、クラリネット担当
- 山野井大輝 - トランペット奏者

## 主な公演
- 2011年4月29日　東日本大震災チャリティーコンサート　駒澤大学記念講堂
- 2012年12月22日　第49回定期演奏会　昭和女子大学人見記念講堂　指揮：汐澤安彦、暮林直樹、秋山鴻市[5]
- 2015年6月27日　駒澤大学吹奏楽部 in いちのせき 2015　岩手県一関文化センター大ホール
- 2016年11月26日　演奏会in上田　長野県上田市サントミューゼ 大ホール
- 2017年6月24日　本荘演奏会in由利本荘　秋田県由利本荘市文化交流館 カダーレ大ホール
- 2017年11月04日　龍谷大学吹奏楽部ジョイントコンサート2017　龍谷大学響都ホール校友会館
- 2018年3月11日　スプリングコンサート2018 駒澤大学高等学校吹奏楽部とジョイントステージ　　駒澤大学記念講堂
- 2018年5月3日　スプリングコンサート2018 in 松本　長野県松本市音楽文化ホール
- 2023年9月2日　吹奏楽部・合唱団　第2回合同演奏会　駒澤大学記念講堂

## CD
- バレエ音楽「中国の不思議な役人」より/駒澤大学吹奏楽部　ブレーン株式会社　
  - 指揮：秋山 鴻市(1-4)/上埜 孝(5-10)　第47回定期演奏会　収録：2010年12月19日(日) すみだトリフォニーホール[6]

## 事故
- 2013年5月3日、長野県信濃町の野尻湖で、合宿をしていた駒沢大学の吹奏楽部員2人が水遊び中に死亡した事故が発生。
- 当時の部長によると、合宿は2013年4月29日からで、73人が参加。うち約50人が3日の自由時間にボートで野尻湖の琵琶島に行き、約20人が飛び込んだとみられる。自由時間は吹奏楽のパートごとに行動。亡くなった男女2人はパーカッション担当で、ほかの5人とともに行動し、7人全員が湖に飛び込んだ。